# Anomodon tristis
Anomodon tristis là một loài Rêu trong họ Thuidiaceae. Loài này được (Ces.) Sull. & Lesq. mô tả khoa học đầu tiên năm 1856.